# Ancona (provins)
 For alternative betydninger, se Ancona (flertydig). (Se også artikler, som begynder med Ancona)
Provinsen Ancona (it. Provincia di Ancona) er en provins i regionen Marche i det centrale Italien. Ancona er provinsens hovedby.

## Kommuner
- Agugliano
- Ancona
- Arcevia
- Barbara
- Belvedere Ostrense
- Camerano
- Camerata Picena
- Castelbellino
- Castel Colonna
- Castelfidardo
- Castelleone di Suasa
- Castelplanio
- Cerreto d'Esi
- Chiaravalle
- Corinaldo
- Cupramontana
- Fabriano
- Falconara Marittima
- Filottrano
- Genga
- Jesi
- Loreto
- Maiolati Spontini
- Mergo
- Monsano
- Montecarotto
- Montemarciano
- Monterado
- Monte Roberto
- Monte San Vito
- Morro d'Alba
- Numana
- Offagna
- Osimo
- Ostra
- Ostra Vetere
- Poggio San Marcello
- Polverigi
- Ripe
- Rosora
- San Marcello
- San Paolo di Jesi
- Santa Maria Nuova
- Sassoferrato
- Senigallia
- Serra de' Conti
- Serra San Quirico
- Sirolo
- Staffolo

43°37′N 13°31′Ø / 43.62°N 13.52°Ø